# 黎宗干
黎宗干（？—？），安徽省安慶府宿松縣人，清朝政治人物、同進士出身。
光緒十五年（1889年），参加光緒己丑科殿試，登進士三甲93名。同年五月，著交吏部掣签，分发各省以知县即用。